# Beverley Mitchell
Beverley Ann Mitchell (Arcadia, California; 22 de enero de 1981) es una actriz y cantante estadounidense, más conocida por su papel de Lucy Camden en la serie 7th Heaven.

## Biografía
Mitchell nació en Arcadia, California. Es hija de Sharon Mitchell, una gerente de oficina, y David Mitchell, un promotor de carreras de autos. Sus padres están divorciados y tiene un medio hermano, Giuseppe Tomasino del segundo matrimonio de su padre. Ella comparte algo en común con su excompañera de 7th Heaven, coestrella Catherine Hicks, ambas son ex porristas de la escuela secundaria.
Después de graduarse en Chaminade College Preparatory School en 1999, se matriculó en Loyola Marymount University, donde se especializó en la producción cinematográfica.

## Carrera
Su primer papel más importante en el cine fue en The Crow: City of Angels, interpretando a Grace, una adolescente adicta a las drogas. Durante el rodaje de dicha película, en 1996, audicionó para el papel de Mary Camden en 7th Heaven. Los productores inicialmente la rechazaron. Sin embargo, cuando leyó para el papel de la hermana de Lucy, la llamaron al instante. Ella es realmente 14 meses mayor que Jessica Biel, quien interpretó a su hermana mayor. La serie fue muy popular, con una duración de 11 temporadas. 
En 2000, tuvo un pequeño papel en The Amanda Show, como cliente en el punto de Moody. 
En 2003, Beverley interpretó a Erica Enders en la película original de Disney Channel Right on Track. Se basaba en una historia real sobre dos hermanas que conducían autos de carreras. 
En 2005, durante una pausa de la serie 7th Heaven, Mitchell actuó en la película de terror Saw 2. Ella  se resistió a asumir el papel en un principio porque, como ella ha admitido, no es una fan de las películas de terror.
Su sueño de convertirse en cantante de música country se hizo realidad cuando, en 2006, grabó su álbum debut, Beverley Mitchell, con el productor D. Scott Miller en Nashville, Tennessee. Ella coescribió ocho de las canciones que aparecen en el álbum, incluyendo el éxito "Angel".
En 2007, Mitchell actuó en la película de televisión I Know What I Saw, que se transmitió por la cadena Lifetime Television. Beverley también tiene planes de grabar un segundo álbum, y espera grabar su propia versión de la canción "When You Say Nothing At All" en el álbum.
En 2010, se anunció que Mitchell se uniría al elenco de la serie The Secret Life of the American Teenager como una consejera de la escuela, que comenzó en enero del 2011.
En marzo de 2016 se une al elenco de la serie de la cadena de cable Hollywood Darlings compartiendo créditos con las actrices de los años 90 Jodie Sweetin y Christine Lakin.

## Vida personal
El 11 de abril de 1997, Angela, una amiga de Mitchell, murió en un accidente automovilístico a la edad de quince años. Esto afectó profundamente a Beverley. Ella escribió sobre la experiencia de perder a su amiga en el libro "Chicken Soup" para el alma preadolescente. El episodio de 7th Heaven "Nothing Endures But Change" se basó en su experiencia. Su canción "Angel" que aparece en su álbum de debut también fue escrita por Angela.
En la víspera de Año Nuevo del 2005, durante un viaje a Colorado, Mitchell se comprometió con su novio de largo tiempo, el contador Michael Cameron. Habían planeado casarse en 2007, pero decidió poner a la boda en suspenso debido a la publicación del álbum debut de Mitchell. La boda tuvo lugar el 1 de octubre de 2008 en Ravello, Italia, en la costa de Amalfi. Sus excompañeras de la serie 7th Heaven, Jessica Biel y Mackenzie Rosman, ambas sirvieron como damas de honor. El 28 de marzo de 2013, Mitchell da a luz a su primera hija Kenzie Lynne Cameron. El 4 de septiembre de 2014, Mitchell y Cameron anunciaron que están esperando su segundo hijo. El 28 de enero de 2015, nace su segundo hijo Hutton Cameron. El 19 de julio de 2020 se convierte en madre por tercera vez, de una niña llamada Mayzel Josephine.  

## Filmografía
| Año        | Título                                   | Rol                                 | Notas                                  |
| ---------- | ---------------------------------------- | ----------------------------------- | -------------------------------------- |
| 1990       | Big Brother Jake                         | Cassie                              | Serie de televisión                    |
| 1990       | Children of the Bride                    | Jersey                              | Película de televisión                 |
| 1991       | Baby of the Bride                        | Jersey                              | Película de televisión                 |
| 1992       | Quantum Leap                             | Becky Pruitt                        | Episodio: "Killin' Time"               |
| 1992       | Sinatra                                  | Little Nancy                        | Película de televisión                 |
| 1993       | Mother of the Bride                      | Jersey                              | Película de televisión                 |
| 1993       | Phenom                                   | Clare                               | Episodio: "There's No Place Like Home" |
| 1994       | Phenom                                   | Clare                               | Episodio: "A Lou-Daughter Picnic"      |
| 1994       | Killing Obsession                        | Annie                               |                                        |
| 1994       | Melrose Place                            | Katie Conners                       | Episodio: "No Strings Attached"        |
| 1995       | White Dwarf                              | Xuxu                                | Película de televisión                 |
| 1995       | Baywatch                                 | Melissa                             | Episodio: "Hot Stuff"                  |
| 1996       | The Faculty                              | Leslie                              | Episodio: "Behavior Among Adults"      |
| 1996       | The Crow: City of Angels                 | Grace                               |                                        |
| 1996– 2007 | 7th Heaven                               | Lucy Camden                         | 242 episodios                          |
| 2000       | Hey Arnold!                              | Summer the gangster (voz)           | Episodio: "Summer Love"                |
| 2000       | Girl Band                                | Suzanne                             | Película de televisión                 |
| 2001       | Mean People Suck                         | Kate's Sister                       | Cortometraje                           |
| 2003       | Right on Track                           | Erica Enders                        | Película de televisión                 |
| 2005       | Saw II                                   | Laura Hunter                        |                                        |
| 2007       | Post Mortem                              | Mackenzie Greer                     | Película de televisión                 |
| 2008       | Extreme Movie                            | Sue                                 |                                        |
| 2010       | Snowmen                                  | Mrs. Sherbrook                      |                                        |
| 2011– 2013 | The Secret Life of the American Teenager | Guidance Counselor Katelyn O'Malley | Serie de televisión; 17 episodios      |
| 2012       | Pennhurst                                | Sarah                               | Película                               |
| 2014       | Mentryville                              | Isabelle                            | Película                               |
| 2014       | The Dog Who Saved Easter                 | Alice                               | Película                               |
| 2015       | A Gift Wrapped Christmas                 | Stephanie                           | Película                               |
| 2016       | Deadly Dance Mom                         | Beth Hoyson                         | Película                               |
| 2017       | Hollywood Darlings                       | Ella misma                          | Rol principal                          |

## Discografía

### Álbumes
| Título            | Detalles del álbum                                                      | Peak chart posiciones | Peak chart posiciones |
| Título            | Detalles del álbum                                                      | US Country            | US Heat               |
| ----------------- | ----------------------------------------------------------------------- | --------------------- | --------------------- |
| Beverley Mitchell | - Fecha de realización: 23 de enero de 2007 - Etiqueta: Daywind Records | 30                    | 8                     |

### Canciones
| Año  | Canción                                     | Álbum             |
| ---- | ------------------------------------------- | ----------------- |
| 2006 | "Angel"                                     | Beverley Mitchell |
| 2007 | "Heaven on Earth Down Here"                 | Beverley Mitchell |
| 2007 | "Walkin'"                                   | Beverley Mitchell |
| 2008 | "Let's Dream Like We're Gonna Live Forever" | Beverley Mitchell |

### Videos musicales
| Año  | Video                       |
| ---- | --------------------------- |
| 2007 | "Heaven on Earth Down Here" |

## Premios y nominaciones
Young Artist Awards
- 1997: Mejor actuación en una serie de televisión – Young Actress (7th Heaven) – Ganadora
- 1998: Mejor actuación en una serie de televisión – Leading Young Actress (7th Heaven) – Ganadora
- 1999: Mejor actuación en una serie de televisión – Young Ensemble (7th Heaven) – Nominada (con Barry Watson, David Gallagher, Jessica Biel y      Mackenzie Rosman)
- 2000: Mejor actuación en una serie de televisión – Leading Young Actress (7th Heaven) – Ganadora

Teen Choice Awards
- 2005: Choice TV Actress: Drama (7th Heaven) – Nominada

Young Star Awards
- 1998: Mejor Actuación de una Actriz Joven en una Serie de televisión (7th Heaven) – Nominada
- 2000: Merjor reparto de Televisión (7th Heaven) – Nominada (con David Gallagher, Jessica Biel y Mackenzie Rosman)